# Ray Parker Jr.
Ray Erskine Parker Jr., född 1 maj 1954 i Detroit, är en amerikansk gitarrist, låtskrivare och producent. Parker är bland annat känd för att ha skrivit temalåten till den amerikanska filmen Ghostbusters – Spökligan.
1977 bildade Parker gruppen Raydio. De slog igenom i USA 1978 med singeln "Jack and Jill". 1979 hade gruppen ännu en hit med "You Can't Change That". Gruppen gav ut fyra soloalbum innan de upplöstes efter en sista stor hit med "A Woman Needs Love" 1981. Parker solodebuterade 1982 med albumet The Other Woman där titelspåret nådde fjärdeplatsen på Billboard Hot 100-listan. 1984 fick Parker så sin största hit med "Ghostbusters" som blev en stor framgång i många länder. Resterande delen av 1980-talet hade han några mindre singelframgångar men efter ett albumsläpp 1991 dröjde det fram till 2006 innan han släppte ett nytt album. Detta är också hans senaste studioalbum.
Parker har samarbetat med den svenska musikern Nils Landgren på dennes skivor Creole Love Call (2005) och Licence To Funk (2007).

## Diskografi
- A Woman Needs Love (1981)
- The Other Woman (1982)
- Woman Out of Control (1983)
- Ghostbusters (Soundtrack) (1984)
- Chartbusters (1984)
- Sex and The Single Man (1985)
- After Dark (1987)
- I Love You Like You Are (1991)
- I'm Free (2006)